# Les Ventes-de-Bourse
Les Ventes-de-Bourse ist eine Gemeinde im französischen Département Orne in der Normandie. Sie gehört zum Arrondissement Alençon und zum Kanton Écouves.
An der südlichen Gemeindegrenze verläuft die Sarthe, in die hier der Zufluss Tanche einmündet.
Nachbargemeinden sind Ménil-Erreux und Bursard im Nordwesten, Essay im Norden, Aunay-les-Bois und Marchemaisons im Nordosten, Saint-Léger-sur-Sarthe im Osten, Villeneuve-en-Perseigne mit Roullée im Südosten, Le Ménil-Broût im Süden, Hauterive (Berührungspunkt) im Südwesten und Neuilly-le-Bisson im Westen.

## Bevölkerungsentwicklung
| Jahr      | 1962 | 1968 | 1975 | 1982 | 1990 | 1999 | 2008 | 2015 | 2021 |
| --------- | ---- | ---- | ---- | ---- | ---- | ---- | ---- | ---- | ---- |
| Einwohner | 172  | 158  | 130  | 115  | 134  | 131  | 148  | 167  | 144  |